# Жюрион, Арман
Арман Жюрион (фр. Armand Jurion; род. 24 февраля 1937, Синт-Питерс-Леув, Халле-Вилворде) — бельгийский футболист, выступавший на позиции вингера за «Андерлехт» и сборную Бельгии. 9-кратный чемпион Бельгии, дважды лучший футболист года в Бельгии, номинант на премию «Золотой мяч» газеты France Football.

## Биография

### Клубная карьера
Первые шаги в футболе, сделал в деревне Рюисбрюк, на что обратил внимания клубов «Юнион» и «Моленбек», но в конце концов перешел в клуб «Андерлехт». В составе «пурпурно-белых», дебютировал в ноябре 1954 года, в матче против «Рояль Олимпик». В 1968 году, присоединился к клубу «Гент», в котором играл в роле играющего-тренера.
В 1962 году, забил гол в ворота «Реал Мадрид», из-за чего получил прозвище «Мистер Европа» и помог команде пройти в следующий раунд турнира после ничьи (3:3) на Сантьяго Бернабеу.

### Карьера в сборной
За национальную сборную дебютировал в 1955 году, в матче против команды Франции. Впервые отличился за сборную в официальных матчах, во встрече отборочного турнира против команды Израиля.

## Достижения

### Игрок
Андерлехт
- Чемпионат Бельгии по футболу: 1954/55, 1955/1956, 1958/1959, 1963/1964, 1964/1965, 1965/1966, 1966/1967, 1967/1968[6]
- Кубок Бельгии: 1964/1965[6]

### Личные
- Футболист года в Бельгии: 1957, 1962[6]
- «Золотой мяч» — 5-е место: 1962[7]